# Korunní (Praha)
Korunní ulice v Praze je jedna z významných ulic města. Leží v katastrálním území Vinohrady a spojuje náměstí Míru s Orionkou, poblíž které volně přechází v ulici Šrobárovu. Délka ulice je cca 2 km. Je pojmenována podle Svatováclavské koruny, nejvýznamnější součásti českých korunovačních klenotů.

## Trasa ulice
Ulice vychází z náměstí Míru ve směru na východ, po celé své délce je rovnoběžná s ulicí Slezskou. Její začátek leží na území městské části Praha 2, zhruba od své poloviny potom tvoří hranici částí Praha 3 a Praha 10.
Po obou stranách je lemována stromořadím. Po celé délce jezdí ulicí tramvaj, s výjimkou prvního bloku domů u náměstí Míru, ze kterého byla tramvajová trať kolem roku 1978 přesunuta do ulice Blanické.
Ulice končí za náměstím U Orionky u bývalé tramvajové a trolejbusové vozovny.

## Historie a názvy
Svůj dnešní název nese ulice od roku 1889. V letech 1956–1990 nesla pojmenování Wilhelma Piecka po prezidentu východního Německa Wilhelmu Pieckovi.
V minulosti nesla název Korunní i ulice Šrobárova, která na ulici Korunní dnes poblíž bývalé Orionky plynule navazuje. Ulice tak vedla podél Státního zdravotního ústavu až k Fakultní nemocnici Královské Vinohrady.

## Významné budovy a místa
Ve směru od náměstí Míru:
- náměstí Míru
- Národní dům na Vinohradech
- Arcibiskupské gymnázium v Praze
- sborový dům vinohradského evangelického sboru, Korunní 60
- Vinohradská vodárenská věž, Korunní 66
- pobočka Městské knihovny v Praze, Korunní 68
- bývalý Měšťanský pivovar Vinohrady
- Korunní dvůr
- bývalá Orionka
- náměstí U Orionky
- bývalá tramvajová a trolejbusová vozovna Královské Vinohrady
- bývalá Městská jatka s tržnicí

## Fotogalerie

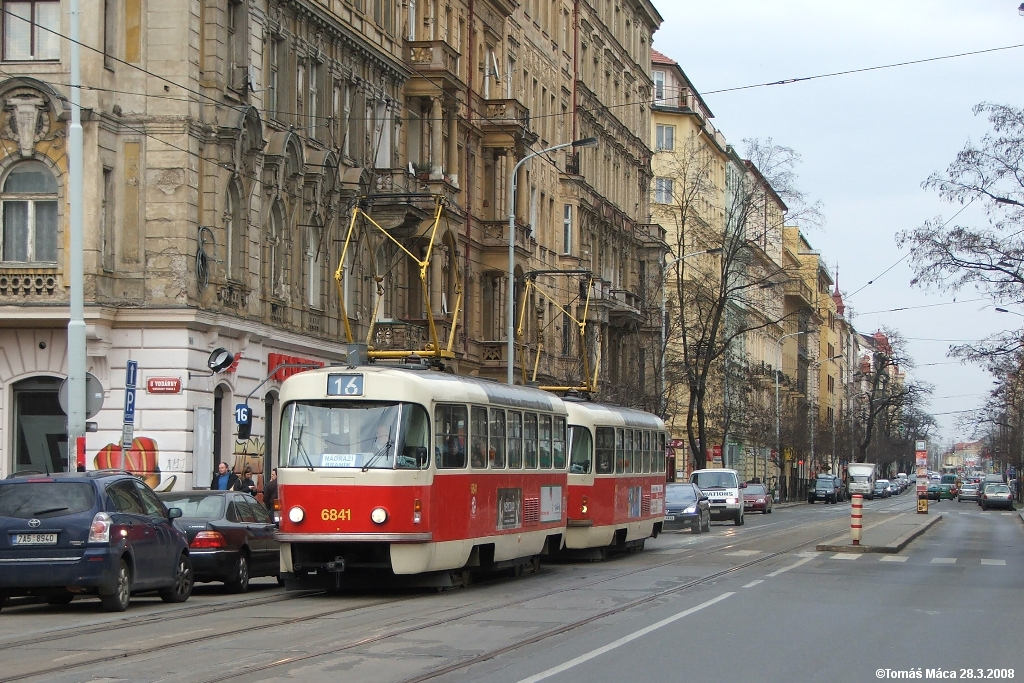
Ulice v své střední části u vinohradské vodárny, pohled směrem k Orionce
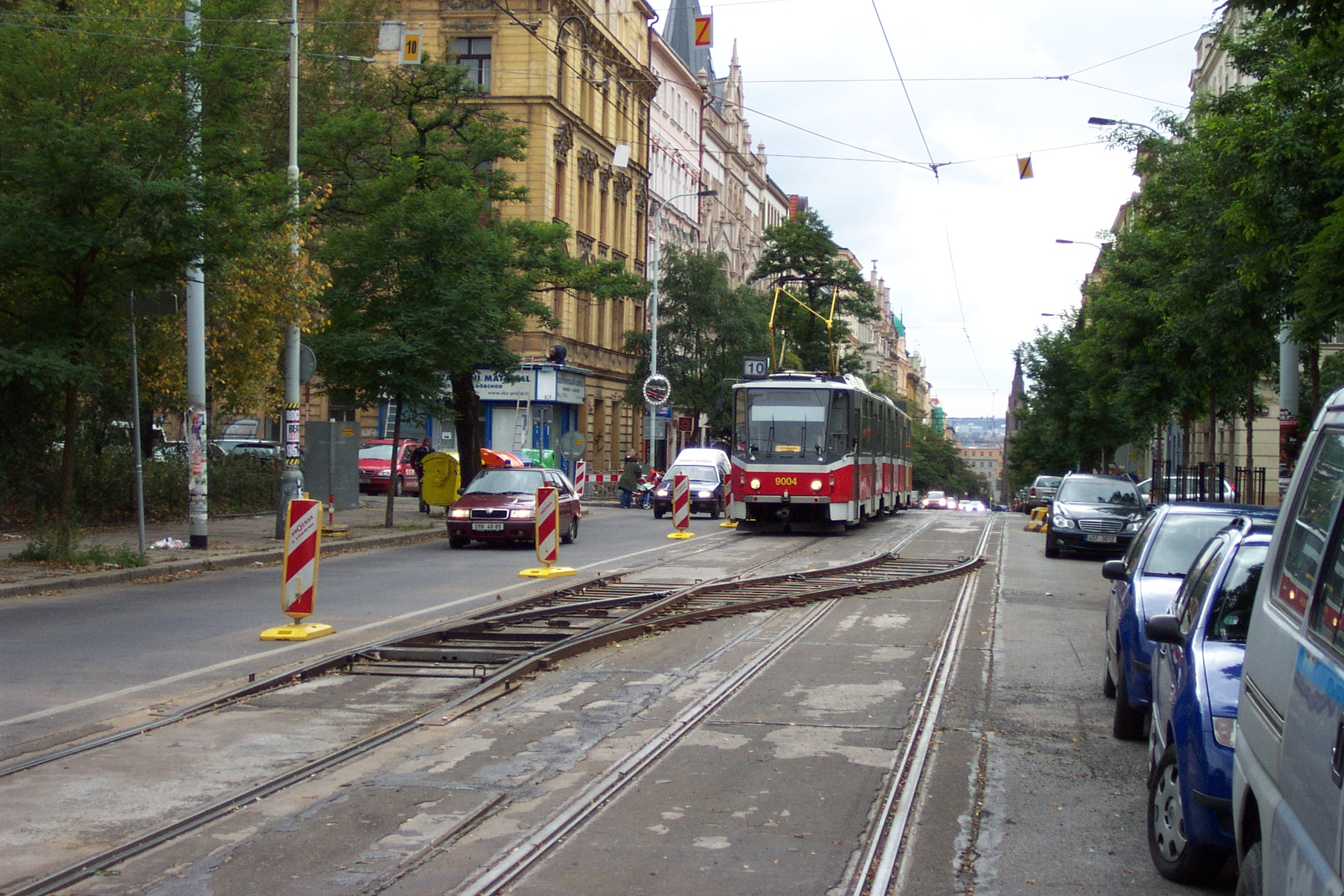
Stejné místo, pohled směrem k náměstí Míru
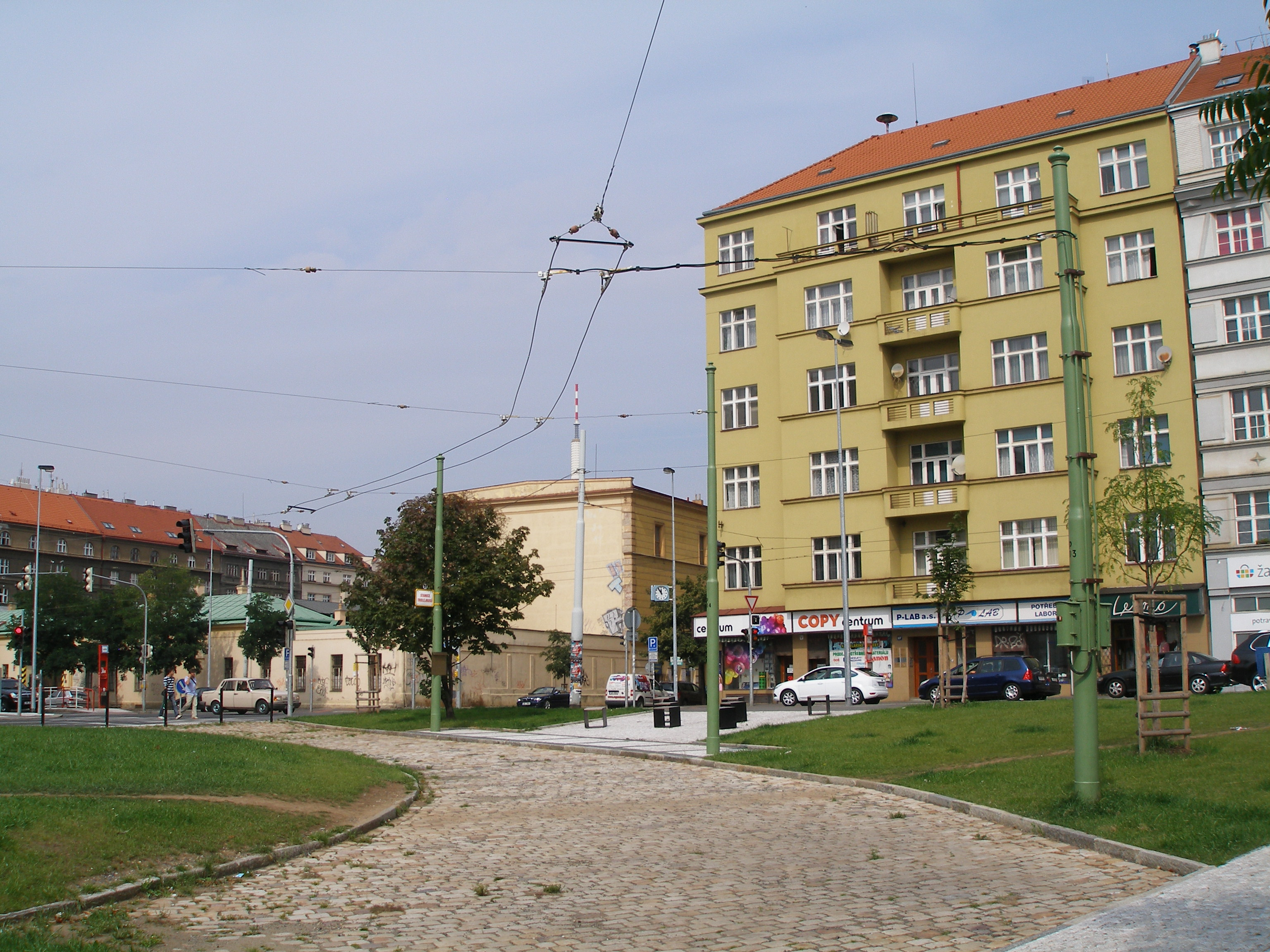
Trolejbusový památník v místě bývalé trolejbusové smyčky na Orionce